# Synema utotchkini
Synema utotchkini är en spindelart som beskrevs av Yuri M. Marusik och Dmitri Viktorovich Logunov 1995. Synema utotchkini ingår i släktet Synema och familjen krabbspindlar. Inga underarter finns listade i Catalogue of Life.